# Flatschach
Flatschach is een plaats en voormalige gemeente in de Oostenrijkse deelstaat Stiermarken.
Flatschach telt 188 inwoners.

## Geschiedenis
Flatschach maakte deel uit van het district Knittelfeld tot dit op 1 januari fuseerde met het district Judenburg tot het huidige district Murtal. Op diezelfde dag werd Flatschach opgenomen in de gemeente Spielberg.